# Mortyho otcovství
Mortyho otcovství (v anglickém originále Raising Gazorpazorp) je sedmý díl první řady amerického televizního seriálu Rick a Morty. Režíroval jej Jeff Myers, napsali Eric Acosta a Wade Randolph a byl odvysílán 10. března 2014. Epizoda byla kritiky hodnocena smíšeně až negativně. Sledovalo ji 1,76 milionu diváků.

## Děj
V zastavárně ve vesmíru koupí Rick Mortymu sexuálního robota. Brzy poté robot počne Mortyho mimozemské hybridní dítě, které Morty pojmenuje Morty junior. Rick a Summer se vydají na planetu původu sexuálního robota pojmenovanou Gazorpazorp, aby našli vhodnější rodiče pro Mortyho juniora. Poté, co zjistí, že gazorpazorpské ženy jsou na planetě dominantním pohlavím, se Rick a Summer dozvědí, že samci tohoto druhu dospívají jen několik dní a jsou od přírody extrémně násilní. Gazorpazorpské samice zatknou Ricka kvůli jeho otevřené misogynii a vyhrožují, že jeho i Summer popraví, dokud Summer neprozradí, že její módní top vyrobil muž, čímž je přesvědčí, aby je nechali jít.
Mezitím rychlé stárnutí Mortyho juniora vyvolá tlak na Mortyho, aby se ho pokusil vychovat. Morty se bojí jeho agresivních instinktů a drží Mortyho juniora uvnitř tím, že mu řekne, že atmosféra Země je pro něj jedovatá. Izolace však způsobí, že se Morty Jr. začne bouřit. Když si uvědomí, že mu Morty o ovzduší lhal, začne řádit ve městě, dokud nepřijede Rick a nechystá se Mortyho Jr. zabít. Morty se Rickovi postaví do cesty jeho zbrani a řekne mu, že Mortyho Jr. stále miluje. Po vyslechnutí Brada Andersona, který přizná, že komiksy s Marmadukem píše proto, aby usměrnil své vražedné choutky, rozhodne se Morty Jr. odstěhovat a žít na vlastní pěst, přičemž svou agresi bude směřovat do tvůrčího umění. V potitulkové scéně jde Morty Jr. do talk show, kde mluví o knize Můj (příšerný) otec, kterou napsal a která se stala velmi úspěšnou, přičemž zobrazuje Mortyho jako násilnického rodiče.

## Přijetí
Mezi pozitivní recenze patří i recenze Zacka Handlena z The A.V. Club, který tvrdí: „Jakkoli je děj zábavně nadsazený, je to překvapivě vyrovnaný pohled na problémy, kterým čelí každý, kdo se snaží vychovávat dítě. Beth a Jerry sice Mortymu radí, co by měl dělat, ale rady si protiřečí, a jakmile se něco pokazí, vina padá na Mortyho bedra. Bez ohledu na to, jak dobré má úmysly, nakonec Mortymu juniorovi lže.“ Joe Matar z Den of Geek chválí jedinečnost epizody: „Jednou ze zábavných věcí, kterou „Výchova Gazorpazorpa“ dělá, je výměna rolí Mortyho a jeho sestry Summer. Mění obvyklý vzorec, Morty je ten, kdo musí zůstat doma a dělat normální sitcomový příběh, zatímco Summer se vydává s Rickem na cestu po planetách.“